# Tauade
Le tauade est une langue papoue parlée en Papouasie-Nouvelle-Guinée, dans la province centrale.

## Classification
Le tauade fait partie de la famille des langues goilalanes qui comprend aussi le fuyug et le kunimaipa.

## Phonologie
Les  voyelles du tauade sont :

### Voyelles
|           | Antérieure | Postérieure |
| --------- | ---------- | ----------- |
| Fermée    | i [i]      | u [u]       |
| Mi-fermée | e [e]      | o [o]       |
| Ouverte   |            | ɑ [ɑ]       |

### Consonnes
Les consonnes du tauade sont :
|            |            | Bilabiales | Alvéolaires | Vélaires |
| ---------- | ---------- | ---------- | ----------- | -------- |
| Occlusives | Occlusives | p [p]      | t [t]       | k [k]    |
| Fricative  | Fricative  | v [v]      |             |          |
| Nasale     | Nasale     | m [m]      | n [n]       |          |
| Latérale   | Latérale   |            | l [l]       |          |

## Écriture
Le tauade s'écrit avec l'alphabet latin.

### Phonèmes
| Caractère     | Caractère | Caractère | Caractère | Caractère | Caractère | Caractère | Caractère | Caractère | Caractère | Caractère | Caractère |
| ------------- | --------- | --------- | --------- | --------- | --------- | --------- | --------- | --------- | --------- | --------- | --------- |
| a             | e         | i         | k         | l         | m         | n         | o         | p         | t         | u         | v         |
| Prononciation |           |           |           |           |           |           |           |           |           |           |           |
| ɑ             | e         | i         | k         | l         | m         | n         | o         | p         | t         | u         | v         |

## Sources
- (en) Robert Stutzman, Verna Stutzman, 1992, Tauade Organized Phonological Data, manuscrit, Ukarumpa, SIL International.